# 정지영 (영화 감독)
정지영(鄭智泳, 1946년 11월 19일 ~ )은 대한민국의 영화감독이다. 

## 생애
본관은 동래이며, 충청북도 청주시 출생이다. 청주고등학교와 고려대학교 불어불문학과를 졸업했다. 대학 졸업 후 김수용의 작품에 참여하며 장기간 조감독 생활을 거쳤다. 시나리오 작업에도 손을 대던 중 1982년에 신일룡과 오수미가 주연을 맡은 《안개는 여자처럼 속삭인다》를 연출하여 감독으로 데뷔했다. 《안개는 여자처럼 속삭인다》 이래 대부분의 영화에서 시나리오를 직접 썼다. 1987년 한수산 원작의 《거리의 악사》를 연출한 이래 1980년대 후반까지는 성에 대한 묘사를 위주로 한 영화를 찍어 이 시기에 유행하던 흐름에 동참했다. 그러나 6월 항쟁 성공과 함께 사회 분위기가 급변하면서 월북 작가들이 해금되고 조선인민유격대 출신인 이태의 실화소설 《남부군》이 출판되자, 베스트셀러가 된 이 소설을 1990년에 영화화하였다. 최진실과 임창정이 데뷔 무렵 출연한 것으로도 유명한 《남부군》은 오랫동안 금기시되었던 주제에 도전하여 빨치산을 인간적으로 그려냈다는 점에서 높은 평가를 받았다.
고은의 《산산이 부서진 이름》을 영화화한 《산산이 부서진 이름이여》(1991)를 거쳐 1992년 안정효 원작으로 베트남 전쟁의 상처를 다룬 《하얀 전쟁》으로 다시 주목을 받았다. 이 작품은 《남부군》과 함께 정지영의 대표작으로 꼽힌다. 베트남 전쟁이라는 국제적인 주제에 접근하여 도쿄 국제 영화제에서 그랑프리와 감독상을 받는 등 해외에서도 관심을 가졌다. 1994년 다시 안정효의 자전적 소설을 각색한 《할리우드 키드의 생애》 이후 내놓은 작품들은 흥행과 비평 양면에서 크게 주목받지 못했다. 스크린쿼터를 지키기 위해 결성한 영화인대책위원회의 위원장을 맡는 등 스크린쿼터 문제에 대해 한국 영화인들의 입장을 대변해 적극적인 목소리를 내왔고, 청와대 앞 1인 시위의 선두에 서기도 했다. 한국영화인회의 이사장과 서울예술전문학교 학장을 지냈다.
2016년부터 부천국제판타스틱영화제 조직위원장을 맡고 있다.

## 작품

### 영화
- 1982년 《안개는 여자처럼 속삭인다》
- 1985년 《추억의 빛》
- 1987년 《거리의 악사》
- 1987년 《위기의 여자》
- 1988년 《산배암》
- 1988년 《여자가 숨는 숲》
- 1990년 《남부군》
- 1991년 《산산이 부서진 이름이여》
- 1992년 《하얀 전쟁》
- 1994년 《헐리우드 키드의 생애》
- 1996년 《맥주가 애인보다 좋은 일곱가지 이유》
- 1997년 《블랙잭》
- 1998년 《까》
- 2012년 《부러진 화살》
- 2012년 《남영동1985》
- 2019년 《블랙머니》

### 각본
- 1981년 《하얀미소》
- 1982년 《안개는 여자처럼 속삭인다》
- 1987년 《거리의 악사》
- 1987년 《됴화》
- 1988년 《여자가 숨는 숲》
- 1991년 《산산이 부서진 이름이여》
- 1992년 《하얀 전쟁》
- 1998년 《산배암》
- 2012년 《부러진 화살》
- 2012년 《남영동1985》

### 조감독
- 1976년 《가위 바위 보》
- 1978년 《망명의 늪》

### 제작
- 2012년 《부러진 화살》

### 프로듀서
- 2002년 셀프 포트레이트

### 출연
- 1983년 《김마리라는 부인》
- 2008년 《이리》

### TV 드라마(연출)
- 《암행어사》
- 《박순경》
- 《춤추는 맨발》
- 《완장》

## 수상
- 1985년 제9회 황금촬영상 감독상
- 1990년 제11회 청룡영화상 감독상 《남부군》
- 1990년 제1회 이천춘사대상영화제 감독상 《남부군》
- 1990년 예술평론가협회 영화부문 최우수예술가상
- 1992년 제5회 도쿄 국제 영화제 그랑프리, 감독상《하얀 전쟁》
- 1992년 제3회 이천춘사대상영화제 감독상 《하얀 전쟁》
- 1993년 제31회 대종상 각색상 《하얀 전쟁》
- 1993년 화관문화훈장
- 1994년 산세바스찬국제영화제 국제비평가협회상
- 1994년 제14회 한국영화평론가협회상 특별상
- 1994년 제15회 청룡영화상 대상
- 1995년 제31회 백상예술대상 영화부문 감독상
- 1997년 제35회 대종상 감독상
- 1998년 제34회 백상예술대상 영화부문 감독상
- 2004년 제12회 이천춘사대상영화제 올해의 공로상
- 2012년 제12회 광주국제영화제 김대중노벨평화영화상
- 2012년 제21회 중국금계백화영화제 최우수외국어영화감독상[5]
- 2012년 제33회 청룡영화상 감독상[6]
- 2013년 제4회 올해의 영화상 감독상
- 2019년 제10회 올해의 영화상 특별공로상
- 2021년 제40회 황금촬영상 감독상
- 2024년 제44회 황금촬영상 시나리오 공로상